# Christian Baptiste
Christian Baptiste (ur. 25 stycznia 1980 w Carenage) – piłkarz z Trynidadu i Tobago występujący na pozycji pomocnika. Zawodnik klubu Defence Force.

## Kariera klubowa
Baptiste zawodową karierę rozpoczął w 2004 roku w zespole Defence Force. W 2009 roku zdobył z nim Puchar Ligi Trynidadzko-Tobagijskiej, a w 2011 roku mistrzostwo Trynidadu i Tobago. Osiągnięcie to powtórzył także w 2013 roku.

## Kariera reprezentacyjna
W reprezentacji Trynidadu i Tobago Baptiste zadebiutował w 2007 roku. W tym samym roku został powołany do kadry na Złoty Puchar CONCACAF. Zagrał na nim w meczach ze Stanami Zjednoczonymi (0:2) i Gwatemalą (1:1), a Trynidad i Tobago zakończył turniej na fazie grupowej.